# Génération.s
Generation.s: Den fælles bevægelse (fransk: Génération-s : le mouvement commun) er et lille fransk parti, der blev stiftet den 1. juli 2017 af den tidligere socialistiske præsidentkandidat Benoît Hamon. Frem til 2. december 2017 hed partiet Bevægelsen af 1. juli (fransk: Mouvement du 1er Juillet).
Partiet har to mandater i Europa-Parlamentet, 13 mandater i regionsrådene og otte i departementsrådene.
Partiets stifter Benoît Hamon var kandidat ved Præsidentvalget i Frankrig 2017, men han gled ud allerede i 1. runde den 23. april 2017. Hamon var minister i 2012–2014. Han var medlem af Europa-Parlamentet i 2004–2009 samt af Nationalforsamlingen i juni–juli 2012 og igen i 2014–2017.
Ved Frankrigs parlamentsvalg 2017 mistede Hamon sit mandat i Nationalforsamlingen allerede ved 1. runde den 11. juni 2017. Den samme skæbne ramte Hamons nærmeste allierede i Socialistpartiet, derfor har Genration.s ingen mandater i Nationalforsamlingen. 